# Khopachagu
Khopachagu (nep. खुपाचागु) – gaun wikas samiti w środkowej części Nepalu w strefie Dźanakpur w dystrykcie Dholkha. Według nepalskiego spisu powszechnego z 2001 roku liczył on 416 gospodarstw domowych i 2020 mieszkańców (1044 kobiet i 976 mężczyzn).